# Dod Ballapur
Dod Ballapur (alternativt Doddaballapura) är en stad i den indiska delstaten Karnataka, och tillhör distriktet Bangalore Rural. Dod Ballapur ligger omkring 40 km från storstaden Bangalore och hade 84 642 invånare vid folkräkningen 2011, med förorter 93 105 invånare.